# René Petit
Renato Petit de Ory conosciuto soprattutto con il suo nome francese René Petit (Dax, 8 ottobre 1899 – Hondarribia, 14 ottobre 1989) è stato un calciatore e ingegnere francese, di ruolo centrocampista.

## Biografia
È figlio di un ingegnere francese che era responsabile ferroviario di un'azienda nel nord della Spagna. La madre è spagnola. A 12 si trasferisce a Madrid dove inizia a giocare a calcio assieme al fratello Jean nelle giovanili del Real Madrid frequentando il college Del Pilar.

## Carriera

### Club
Dopo aver giocato nelle giovanili del Real Madrid, Petit arriva nella prima squadra. Nel 1916 raggiunge la finale di Coppa del Re ma perde 4-0 contro l'Athletic Bilbao. L'anno seguente si rende protagonista della vittoria in Coppa contro l'Arenas Getxo (2-1) realizzando una delle due reti dei Blancos dopo aver superato tutta la difesa avversaria. Considerato come un calciatore moderno all'epoca grazie ad una formidabile condizione fisica e un senso del gioco sorprendente, oggi è visto come uno dei più grandi calciatori al pari di Alfredo Di Stéfano. Con il Real Madrid gioca 29 incontri e sigla 13 marcature.
Dal 1917 Petit gioca per il Real Unión de Irún. Contemporaneamente continua gli studi a Madrid, dovendo recarsi in moto a Irun per giocare le partite di domenica. Nel 1918 raggiunge nuovamente la finale di Coppa del Re sconfiggendo il Real Madrid, sua ex squadra, per 2-0. Nello stesso anno vince il campionato regionale del nord.
Nel 1918 viene richiamato in Francia per il servizio militare, riuscendo a sfuggire alla prima guerra mondiale a differenza di suo fratello Jean, che ferito al fronte pose prematuramente fine alla propria carriera da calciatore. Tra il 1918 e il 1920 veste i colori dello Stade Bordelais Université Club.
Nel 1920 fa il suo ritorno in Spagna debuttando in un campionato professionistico, pur continuando i suoi studi, con la società basca del Real Unión dove rimane fino al termine della carriera da calciatore, nel 1934. In questi anni ottiene diversi successi, vincendo due Coppe del Re e arrivando in finale della stessa competizione nel 1922. Inoltre vince otto edizioni del torneo regionale Gipuzkoa.
Nella stagione 1929-1930 nasce il primo campionato calcistico nazionale regolamento dalla federazione calcistica della Spagna. Petit totalizza 49 presenze e 10 reti fino al 1934, anno nel quale dà il suo addio al calcio professionistico.

### Nazionale
Esordisce in Nazionale il 29 agosto del 1920 nella vittoria contro l'Italia (3-1) alle Olimpiadi di Anversa. Due giorni dopo la Francia esce dal torneo contro la Cecoslovacchia (4-1) in semifinale.
Nel 1924 la Francia lo richiama per la partita contro l'Italia valida per le Olimpiadi del 1924, svoltesi a Parigi: la federazione spagnola dà il via libera, avvertendo Petit che non potrà giocare in Spagna per i due anni successivi se lascerà il paese. Pur di difendere i colori del Real Unión, il francese non va a Parigi.

## Ingegnere
Nel 1924 Petit conclude i suoi studi di ingegneria. Laureatosi, lavora su numerosi progetti a Hondarribia e a Irun. In seguito si unisce alla Confederazione idrografica dell'Ebro, lavorando sul Lago Yesa, il lavoro della sua vita. Petit interrompe il lavoro prima dell'inizio della guerra: con l'inizio della guerra civile si esilia per un breve periodo in Francia. Ritornato in Spagna dopo la guerra, lavora su diversi progetti a Hondarribia, sulla ricostruzione del ponte Arenal a Bilbao e sulla diga del fiume Ebro. Riprende anche il progetto sul Lago Yesa completando la diga, una delle più importanti opere idrauliche delle regioni Navarra e Aragona. Il suo nome è stato dato ad una delle più importanti vie di Yesa.
Nel 1959 diviene il Capo dei lavori pubblici di Gipuzkoa, provincia dei Paesi Baschi nella quale rimane fino al pensionamento, nel 1969.
Si ritira a Hondarribia, ricevendo la Grande Croce dell'Ordine al Merito Civile. Muore nel 1989, a 90 anni.

## Statistiche

### Cronologia presenze e reti in Nazionale
| Cronologia completa delle presenze e delle reti in nazionale ― Francia | Cronologia completa delle presenze e delle reti in nazionale ― Francia | Cronologia completa delle presenze e delle reti in nazionale ― Francia | Cronologia completa delle presenze e delle reti in nazionale ― Francia | Cronologia completa delle presenze e delle reti in nazionale ― Francia | Cronologia completa delle presenze e delle reti in nazionale ― Francia | Cronologia completa delle presenze e delle reti in nazionale ― Francia | Cronologia completa delle presenze e delle reti in nazionale ― Francia |
| Data                                                                   | Città                                                                  | In casa                                                                | Risultato                                                              | Ospiti                                                                 | Competizione                                                           | Reti                                                                   | Note                                                                   |
| ---------------------------------------------------------------------- | ---------------------------------------------------------------------- | ---------------------------------------------------------------------- | ---------------------------------------------------------------------- | ---------------------------------------------------------------------- | ---------------------------------------------------------------------- | ---------------------------------------------------------------------- | ---------------------------------------------------------------------- |
| 29-8-1920                                                              | Anversa                                                                | Francia                                                                | 3 – 1                                                                  | Italia                                                                 | Giochi Olimpici 1920                                                   | -                                                                      |                                                                        |
| 31-8-1920                                                              | Anversa                                                                | Rep. Ceca                                                              | 4 – 1                                                                  | Francia                                                                | Giochi Olimpici 1920                                                   | -                                                                      |                                                                        |
| Totale                                                                 |                                                                        | Presenze                                                               | 2                                                                      |                                                                        | Reti                                                                   | 0                                                                      |                                                                        |

## Palmarès

### Club

#### Competizioni nazionali
- Coppa di Spagna: 4

Real Madrid: 1917
Real Unión: 1918, 1924, 1927

#### Competizioni regionali
- Campionato regionale del centro: atletico Madrid 1916, 1917

- Campionato regionale del nord: 1

Real Unión: 1918
- Campionato regionale Gipuzkoa: 8

Real Unión: 1920, 1921, 1922, 1924, 1926, 1928, 1930, 1931